# A. James Gregor
Anthony James Gregor, född 2 april 1929 i New York, död 30 augusti 2019 i Berkeley, Kalifornien, var en amerikansk statsvetare och historiker, professor vid University of California, Berkeley och känd för sin forskning om fascism, marxism och nationell säkerhet. Gregor ingick i en rörelse av unga akademiker på 1960-talet som förkastade den traditionella tolkningen av fascism som en ideologiskt innehållslös, reaktionär och antimodern återvändsgränd. Han påvisade den omfattande påverkan italiensk fascism har haft på europeiska strömningar inom sociologi och politisk teori. Gregor betonade fascismens koherens som en seriös teori för stat och samhälle, och menade att den spelat en revolutionär och moderniserande roll i Europas historia. Hans teori om generisk fascism framställde den som en form av "utvecklingsdiktatur". Gregor skrev en inflytelserik tidig undersökning av existerande teoretiska modeller för fascism.